# (4658) Gavrilov
(4658) Gavrilov est un astéroïde de la ceinture principale.

## Description
(4658) Gavrilov est un astéroïde de la ceinture principale. Il fut découvert le 24 septembre 1979 à Naoutchnyï par Nikolaï Tchernykh. Il présente une orbite caractérisée par un demi-grand axe de 3,16 UA, une excentricité de 0,20 et une inclinaison de 1,2° par rapport à l'écliptique.

## Compléments